# (640) Брамбилла
(640) Брамбилла (нем. Brambilla) — астероид главного пояса, который относится к спектральному классу G. Он был открыт 29 августа 1907 года немецким астрономом Августом Копффом в Гейдельбергской обсерватории и назван в честь главной героини произведения «Принцесса Брамбилла» Эрнста Теодора Амадея Гофмана.
Тиссеранов параметр относительно Юпитера — 3,159.